# Pável Grudinin
Pável Nikoláyevich Grudinin (em russo:   Павел Николаевич Грудинин) (Moscou, União Soviética, 20 de outubro de 1960), é um político agrícola e empresário russo que concorreu como candidato independente nas eleições presidenciais russas de 2018, embora nomeado e politicamente apoiado pelo Partido Comunista da Federação Russa, mas também pelo Bloco Nacional Patriótico da Rússia, uma união de partidos conservadores minoritários. Nas eleições, Grudinin obteve 11,77% dos votos, ficando em segundo lugar, atrás do presidente reeleito Vladimir Putin.

## Biografia
Depois de estudar engenharia agrícola, Pável Grudinin iniciou sua carreira profissional em 1982 como engenheiro mecânico em um sovjós na região Moscou. Em 1996, ele se tornou diretor da fazenda privada chamada "Lenin", que ele descreveu como um "oásis do socialismo na selva capitalista". Os trabalhadores trabalham lá por 1.100 euros por mês (quase o dobro do salário médio na Rússia), têm segurança no emprego e a maior parte dos lucros é reinvestida. A fazenda cresceu para incluir habitações, um complexo esportivo e uma escola. Especializada na produção de frutas e hortaliças, adota um modelo de produção ecológico.
Ele foi escolhido pelo  Partido Comunista como candidato às eleições presidenciais de 2018 e também tem o apoio da Frente de Esquerda. Seu programa inclui vinte propostas principais, entre elas a nacionalização dos principais setores da economia, o aumento de salários e pensões, o reforço dos serviços públicos, etc. Milionário por sua posição de acionista majoritário de uma das maiores propriedades agrícolas da Rússia, explica que é "favorável pagar mais impostos". É muito baixo para os ricos, com 13% para todos os russos pagando 18% de IVA. Portanto, um imposto de renda progressivo deve ser introduzido. ”